# Efectos del estrés en la memoria
Los efectos del estrés en la memoria incluyen interferencias con la capacidad de una persona para codificar la memoria y la capacidad de recuperar información.  Estímulos, como el estrés, pueden mejoran la memoria cuando se relacionan con el aprendizaje.  En momentos de estrés, el cuerpo reacciona secretando hormonas de estrés en la corriente sanguínea. El estrés puede ocasionar cambios agudos y crónicos en determinadas áreas del cerebro, cuya consecuencia pueden ser daños a largo plazo. La secreción excesiva de hormonas de estrés afecta con mayor frecuencia la memoria a largo plazo (Long-term memory=LTM), pero puede mejorar la memoria a corto plazo (short-term memory=STM). En particular, se ven afectados el hipocampo, la corteza prefrontal y la amígdala. Una clase de hormona de estrés responsable de afectar negativamente la memoria a largo plazo son los glucocorticoides (GC), el más notable de los cuales es el cortisol. Los glucocorticoides pueden tener implicaciones importantes en las funciones cognitivas, particularmente en la modulación de la memoria. El cortisol es un conocido biomarcador del estrés. En circunstancias normales, el hipocampo regula la producción de cortisol mediante realimentación negativa porque tiene muchos receptores que son sensibles a estas hormonas del estrés. Sin embargo, un exceso de cortisol puede afectar la capacidad del hipocampo para codificar y recordar recuerdos. Estas hormonas del estrés también impiden que el hipocampo reciba suficiente energía al desviar los niveles de glucosa a los músculos circundantes.
El estrés afecta muchas funciones de la memoria y el funcionamiento cognitivo del cerebro. Existen diferentes niveles de estrés y los altos pueden ser intrínsecos o extrínsecos. El nivel de estrés intrínseco se desencadena por un desafío cognitivo, mientras que el extrínseco puede desencadenarse por una condición no relacionada con una tarea cognitiva.

## Fisiología

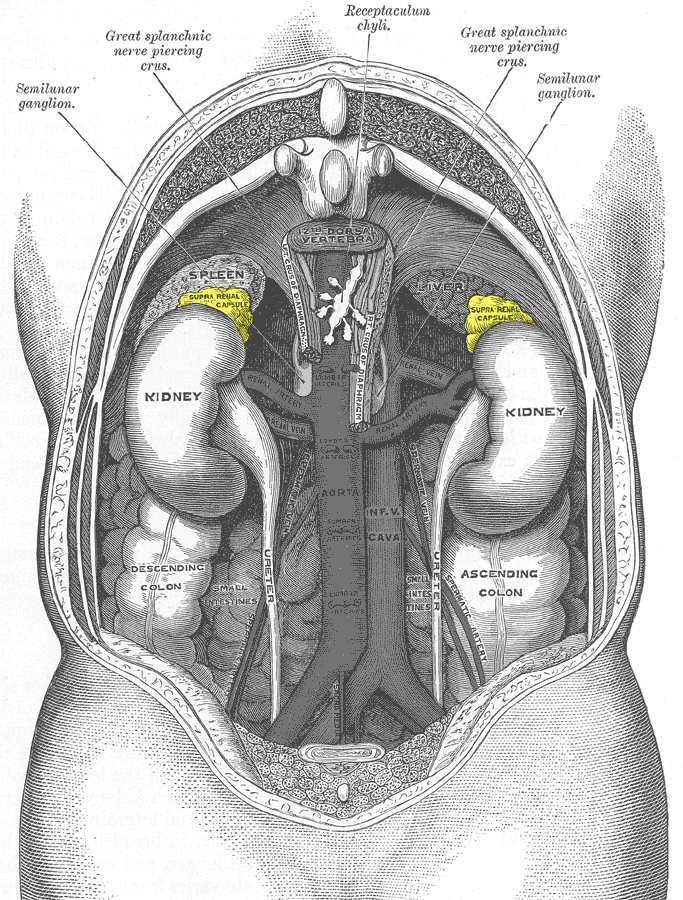
Ubicación de las glándulas suprarrenales

Cuando se enfrenta una situación estresante, las hormonas del estrés se liberan al torrente sanguíneo. Las glándulas suprarrenales liberan adrenalina para iniciar la respuesta en el cuerpo. La adrenalina actúa como catalizador de la respuesta de lucha o huida, que es una respuesta del sistema nervioso simpático para estimular al cuerpo a reaccionar ante el aparente factor estresante. Esta respuesta provoca un aumento de la frecuencia cardíaca, la presión arterial y una respiración acelerada. El hígado libera glucosa, proporcionando energía para combatir o huir del factor estresante. La sangre se redirige al cerebro y a los principales grupos musculares, desviándose de funciones corporales que consumen energía y no están relacionadas con la supervivencia en el momento actual. Hay tres ejes importantes, el eje adrenocorticotrópico, el eje de la vasopresina y el eje de la tiroxina, que son responsables de la respuesta fisiológica al estrés.

Cortisol

### Eje de la hormona adrenocorticotrópica
Cuando un receptor dentro del cuerpo detecta un factor estresante, se envía una señal al hipotálamo anterior. Al recibir la señal, la hormona liberadora de hormona adrenocorticotropa (CRF) actúa sobre la hipófisis anterior. La hipófisis anterior a su vez libera hormona adrenocorticotrópica (ACTH). La ACTH induce la liberación de corticosteroides y aldosterona de la glándula suprarrenal. Estas sustancias son los principales factores responsables de la respuesta al estrés en los seres humanos. El cortisol, por ejemplo, estimula la movilización de ácidos grasos libres y proteínas y la degradación de aminoácidos, y aumenta el nivel de glucosa sérica y la presión arterial, entre otros efectos. Por otro lado, la aldosterona es la responsable de la retención de líquidos asociada al estrés. Como resultado de que las células retengan sodio y eliminen potasio, se retiene agua y la presión arterial aumenta al aumentar el volumen sanguíneo.

### Eje de la vasopresina
Una segunda respuesta fisiológica en relación con el estrés se produce a través del eje de la vasopresina. La vasopresina, también conocida como hormona antidiurética (ADH), es sintetizada por las neuronas del núcleo supraóptico del hipotálamo y regula la pérdida de líquidos por su acción a nivel de la nefrona, en los riñones. Esta vía permite la reabsorción de agua dentro del cuerpo y disminuye la cantidad de agua que se pierde mediante la transpiración.[cita requerida] La ADH tiene un efecto sobre la presión arterial dentro del cuerpo. En circunstancias normales, la ADH regulará la presión arterial y aumentará o disminuirá el volumen sanguíneo cuando sea necesario. Sin embargo, cuando el estrés se vuelve crónico, se pierde la regulación homeostática de la presión arterial. Se libera vasopresina y provoca un aumento estático de la presión arterial. Este aumento de la presión arterial en condiciones estresantes garantiza que los músculos reciban el oxígeno que necesitan para estar activos y respondan en consecuencia. Si estas condiciones estresantes permanecen elevadas, los músculos se fatigarán, lo que provocará hipertensión y, en casos extremos, puede provocar la muerte.

### Eje de la tiroxina
La tercera respuesta fisiológica resulta en la liberación de hormona liberadora de tirotropina (TRF) lo que resulta en la liberación de tirotropina (TSH). La TSH estimula la liberación de tiroxina y triyodotironina en la glándula tiroides. Esto da como resultado un aumento de la Tasa metabólica basal (TMB). La tasa metabólica basal es la cantidad de energía por unidad de tiempo que una persona necesita para mantener el funcionamiento del cuerpo en reposo. Este efecto no es tan inmediato como los otros dos y puede tardar días o semanas en prevalecer.

## Estrés crónico
El estrés crónico es la respuesta a la presión emocional sufrida durante un período prolongado de tiempo en el que un individuo percibe que tiene poco o ningún control. Cuando se experimenta estrés crónico, el cuerpo se encuentra en un estado de excitación fisiológica continua. Normalmente, el cuerpo activa una respuesta de lucha o huida, y cuando el estrés percibido termina, el cuerpo vuelve a un estado de homeostasis. Sin embargo, cuando se percibe estrés crónico, el cuerpo se encuentra en un estado continuo de respuesta de lucha o huida y nunca alcanza ese estado. Los efectos fisiológicos del estrés crónico pueden afectar negativamente a la memoria y el aprendizaje. Un estudio utilizó ratas para mostrar los efectos del estrés crónico en la memoria exponiéndolas a un gato durante cinco semanas y asignándolas aleatoriamente a un grupo diferente cada día. Su estrés se midió en un entorno naturalista observando su comportamiento en campo abierto, y el efecto sobre la memoria se estimó utilizando el laberinto de agua de brazo radial (radial arm maze: RAWM). En el RAWM, a las ratas se les enseña el lugar de una plataforma que se coloca debajo de la superficie del agua. Deberán recordar esto más tarde para descubrir la plataforma para salir del agua. Se descubrió que las ratas expuestas a estrés psicosocial crónico no podían aprender a adaptarse a nuevas situaciones y entornos y tenían problemas de memoria en el RAWM.
El estrés crónico afecta el funcionamiento cognitivo de una persona de manera diferente en sujetos típicos que en sujetos con deterioro cognitivo leve. Se sabe que el estrés crónico y el cortisol elevado (un biomarcador del estrés) provocan demencia en personas mayores. Se realizó un estudio longitudinal que incluyó a 61 personas cognitivamente típicas y 41 personas con deterioro cognitivo leve. Los participantes tenían entre 65 y 97 años. 52 de los participantes fueron seguidos durante tres años y recibieron repetidamente evaluaciones de estrés y pruebas cognitivas. Quedó exento de participar cualquier paciente con signos o afecciones que afectaran su nivel de cortisol o su funcionamiento cognitivo.
En general, un mayor estrés basado en eventos se asoció con un deterioro cognitivo más rápido. Sin embargo, los participantes con mayores niveles de cortisol mostraron signos de una disminución más lenta. Ninguno de estos efectos se mantuvo en el grupo sin deterioro cognitivo.

## Estrés agudo
El estrés agudo es un factor estresante que es una amenaza percibida como inmediata. A diferencia del estrés crónico, el estrés agudo no es continuo y la excitación fisiológica asociada con él no es tan exigente. Hay hallazgos contradictorios sobre los efectos del estrés agudo en la memoria. Una opinión es que puede afectar la memoria, mientras que otros creen que en realidad puede mejorarla . Varios estudios han demostrado que el estrés y los glucocorticoides mejoran la formación de la memoria mientras perjudican su recuperación. Para que el estrés agudo mejore la memoria deben darse ciertas circunstancias. Primero, el contexto en el que se percibe el estrés debe coincidir con el contexto de la información o material que se codifica. En segundo lugar, las regiones del cerebro implicadas en la recuperación de la memoria deben coincidir con las regiones a las que se dirigen los glucocorticoides. También existen diferencias en el tipo de información que se recuerda u olvida mientras se está expuesto a un estrés agudo. En algunos casos, los estímulos neutros tienden a recordarse, mientras que los estímulos con carga emocional (salientes) tienden a olvidarse. En otros casos se obtiene el efecto contrario. Lo que parece ser un factor importante para determinar qué se deteriorará y qué se mejorará es el momento de la exposición estresante percibida y el momento de la recuperación. Para recordar información emocionalmente relevante, el estrés percibido debe inducirse antes de la codificación y la recuperación debe seguir poco después. Por el contrario, para que se olviden los estímulos cargados de emociones, la exposición estresante debe ocurrir después de la codificación y la recuperación debe seguir después de un retraso más largo.
Si la información estresante se puede relacionar con una persona, es más probable que el evento se almacene en la memoria permanente. Cuando una persona está bajo estrés, el sistema simpático cambiará a un estado constantemente (tónicamente) activo.  La exposición al estrés agudo induce la activación de diferentes hormonas y neurotransmisores que afectan los procesos de trabajo de la memoria.
Un estudio publicado en 2009 evaluó a dieciocho hombres jóvenes sanos de entre 19 y 31 años. Todos los participantes eran diestros y no tenían antecedentes de lesión en la cabeza ni de ningún medicamento que pudiera afectar el sistema nervioso central o el sistema endocrino de una persona. Todos los voluntarios participaron en dos sesiones diferentes con un mes de diferencia. El estudio consistió en que los participantes vieran fragmentos de películas e imágenes que pertenecían a dos categorías diferentes: neutrales o negativas. Los participantes tuvieron que memorizar y luego calificar cada clip de película o imagen presionando un botón con su mano derecha. También fueron monitoreados en otras áreas, como su frecuencia cardíaca, diámetro de la pupila y medidas de estrés mediante la recolección de saliva durante todo el experimento. El estado de ánimo de los participantes se evaluó utilizando el Programa de Afectos Positivos y Negativos.Los resultados del estudio confirmaron que existían medidas fisiológicas con respecto a la inducción del estrés. La frecuencia cardíaca del participante se elevó y la dilatación de la pupila disminuyó al ver las imágenes. El estudio también mostró medidas psicológicas que demostraron que la inducción del estrés causaba un aumento del estrés subjetivo. En cuanto a la mejora de la memoria, los participantes a los que se les mostró una imagen estresante a menudo la recordaban un día después, lo que concuerda con la teoría de que los incidentes negativos tienen efectos duraderos en nuestra memoria.
El estrés agudo también puede afectar los correlatos neuronales de una persona, lo que interfiere con la formación de la memoria. Durante un momento estresante, la atención y el estado emocional de una persona pueden verse afectados, lo que podría dificultar la capacidad de concentrarse mientras se procesa una imagen. El estrés también puede mejorar el estado neuronal de formación de la memoria. 

## Memoria de corto plazo
La memoria a corto plazo (STM), similar a la memoria de trabajo, se define como un mecanismo de memoria que puede retener una cantidad limitada de información durante un breve período de tiempo, normalmente alrededor de treinta segundos. El estrés, que a menudo se percibe como algo que sólo tiene efectos negativos, puede ayudar en la formación de la memoria. Un ejemplo es cómo el estrés puede beneficiar la memoria durante la codificación. La codificación es el momento en que se forman los recuerdos. Un ejemplo de esto fue cuando los investigadores descubrieron que el estrés experimentado durante los crímenes mejoraba la memoria de los testigos, especialmente bajo la influencia de las pruebas repetidas.
La Ley de Miller establece que la capacidad del STM de una persona promedio es de 7 ± 2 objetos y dura cuestión de segundos. Esto significa que cuando se les da una serie de elementos para recordar, la mayoría de las personas pueden recordar entre 5 y 9 de esos elementos. El promedio es 7. Sin embargo, este límite se puede aumentar ensayando la información. La información en STM se puede transferir a la memoria a largo plazo (LTM) mediante ensayo y asociación con otra información previamente almacenada en LTM. La mayor parte de la investigación sobre el estrés y la memoria se ha realizado sobre la memoria de trabajo y el procesamiento y almacenamiento que se produce en lugar de  STM.

## Memoria de trabajo

El modelo de memoria de trabajo de Baddeley

La memoria de trabajo (WM), similar a la STM, es la capacidad de almacenar información temporalmente para manipularla y realizar tareas complejas, como el razonamiento. La MT se ve afectada en mayor medida por el estrés que la memoria a largo plazo. Se ha demostrado que el estrés mejora y perjudica la WM. En un estudio de Duncko et al., el efecto positivo del estrés se manifestó como una disminución del tiempo de reacción en los participantes, mientras que el efecto negativo del estrés provoca más falsas alarmas y errores en comparación con una condición normal. Los investigadores plantean la hipótesis de que esto podría ser representativo de un procesamiento de información más rápido, algo útil en una situación amenazante. También se ha demostrado que la ansiedad afecta negativamente a algunos de los componentes de la MT, como el bucle fonológico, el cuaderno de dibujo visuoespacial y el ejecutivo central. El bucle fonológico se utiliza para la STM auditiva, el bloc de dibujo visuoespacial se utiliza para la STM visual y espacial, y el ejecutivo central vincula y controla estos sistemas. La interrupción de estos componentes perjudica la transferencia de información de WM a LTM, afectando así el aprendizaje. Por ejemplo, varios estudios han demostrado que el estrés agudo puede afectar el procesamiento de la memoria de trabajo, probablemente aunque reduzca la actividad neuronal en la corteza prefrontal tanto en monos como en humanos.

## Memoria a largo plazo
La memoria a largo plazo (LTM) es un mecanismo de memoria que puede almacenar grandes cantidades de información durante largos períodos de tiempo.
Se sabe menos sobre el efecto del estrés en la LTM que sobre el efecto del estrés en la STM. Esto podría deberse al hecho de que LTM no se ve tan afectado como STM y WM, y también está influenciado por el efecto del estrés en STM y WM.
El principal efecto del estrés sobre la MLP es que mejora la consolidación de la memoria, al tiempo que perjudica la recuperación de la memoria. Es decir, uno será capaz de recordar información relacionada con una situación estresante después del hecho, pero mientras se encuentra en una situación estresante es difícil recordar información específica. En un estudio de Park et al. Realizado en ratas, los investigadores encontraron que el estrés inducido por el shock hacía que las ratas olvidaran lo que aprendieron en la fase anterior al shock, pero tenían una memoria clara de dónde ocurrió el shock. Este efecto negativo sobre la recuperación de recuerdos provocado por el estrés se puede atribuir al cortisol, la hormona de estrés que se libera en situaciones estresantes. Un estudio de Marín et al. demostró que el estrés mejora el recuerdo de la información revisada antes de la situación estresante y que este efecto es duradero.

### Memoria explícita

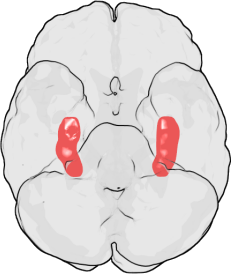
El hipocampo humano

La memoria explícita, o memoria declarativa, es el recuerdo intencional de eventos pasados o información aprendida y es una disciplina de LTM. La memoria explícita incluye la memoria para recordar un evento específico, como la cena de la semana anterior, o información sobre el mundo, como la definición de memoria explícita. Cuando se provoca un estado de ansiedad, aumenta el porcentaje de recuerdo de tareas de memoria explícita. Sin embargo, este efecto sólo está presente en palabras asociadas emocionalmente. Las hormonas del estrés influyen en los procesos que se llevan a cabo en el hipocampo y la amígdala y que también están asociados con respuestas emocionales. Por lo tanto, los recuerdos emocionales mejoran cuando se induce estrés, ya que ambos están asociados con las mismas áreas del cerebro, mientras que los estímulos neutros y el estrés no. Sin embargo, la mejora de la memoria explícita depende de la hora del día. La memoria explícita se ve reforzada por el estrés cuando se evalúa por la tarde, pero se deteriora cuando se evalúa por la mañana. Los niveles basales de cortisol son relativamente bajos por la tarde y mucho más altos por la mañana, lo que puede alterar la interacción y los efectos de las hormonas del estrés.

### Memoria implícita

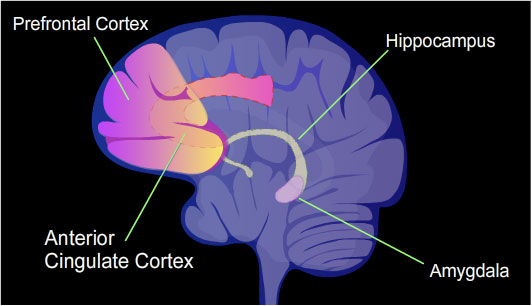
Regiones del cerebro involucradas en la formación de la memoria

La memoria implícita, o más precisamente la memoria procedimental, es la memoria de información sin conocimiento consciente ni capacidad para verbalizar el proceso, y también es una disciplina de la MLP. Existen tres tipos de memoria implícita, que son: condicionamiento (comportamiento emocional), tareas y priming (comportamiento verbal). Por ejemplo, el proceso de andar en bicicleta no se puede verbalizar, pero la acción aún se puede ejecutar. Cuando la memoria implícita se evalúa junto con señales estresantes, no hay cambios en el recuerdo de procedimientos.

## Memoria autobiográfica
La memoria autobiográfica es una memoria episódica personal de información relacionada con uno mismo y eventos específicos. El estrés tiende a perjudicar la exactitud de los recuerdos autobiográficos, pero no perjudica la frecuencia ni la confianza en ellos. Después de la exposición a un evento negativo emocional y estresante, los recuerdos retrospectivos pueden ser evidentes. Sin embargo, cuantos más recuerdos retrospectivos estén presentes, menos precisa será la memoria autobiográfica. Ambos aspectos de la memoria autobiográfica, la memoria episódica, el sistema de memoria sobre eventos específicos, y la memoria semántica, el sistema de memoria sobre información general sobre el mundo, se ven afectados por un evento que induce una respuesta estresante. Esto hace que el recuerdo de una experiencia de un evento específico y la información sobre el evento se recuerde con menor precisión.
La memoria autobiográfica, sin embargo, no se ve afectada por una disminución continua desde el primer recuerdo de la información cuando se induce ansiedad. En el primer intento de recordar, la memoria es bastante precisa. El deterioro comienza cuando hay reconsolidación, de modo que cuantas más veces se lleve el recuerdo a la conciencia, menos preciso será. Cuando se induce estrés, la memoria será susceptible a otras influencias, como sugerencias de otras personas o emociones no relacionadas con el evento pero presentes durante el recuerdo. Por lo tanto, el estrés en la codificación de un evento influye positivamente en la memoria, pero el estrés en el momento del recuerdo perjudica la memoria.

## Atención
La atención es el proceso mediante el cual se centra la concentración en un punto de interés, como un evento o estímulo físico. Se teoriza que la atención hacia un estímulo aumentará la capacidad de recordar información y, por tanto, mejorará la memoria. Cuando hay información amenazante o un estímulo que provoca ansiedad, es difícil liberar la atención de la señal negativa. Cuando se está en un estado de alta ansiedad se produce un sesgo de memoria conceptual hacia el estímulo negativo. Por lo tanto, es difícil desviar el foco de atención de la señal negativa que provoca ansiedad. Esto aumenta la activación de las vías asociadas con las señales amenazantes y, por lo tanto, aumenta la capacidad de recordar la información presente en un estado de alta ansiedad. Sin embargo, cuando se encuentra en un estado de mucha ansiedad y se le presenta información positiva, no se produce ningún sesgo de memoria. Esto ocurre porque no es tan difícil redirigir la atención desde el estímulo positivo como lo es desde el estímulo negativo. Esto se debe al hecho de que la señal negativa se percibe como un factor en el estrés inducido, mientras que la señal positiva no lo es.

## Aprendizaje
El aprendizaje es la adquisición de conocimientos o habilidades a través de la experiencia, el estudio o la enseñanza y es la modificación de la conducta mediante la experiencia. Por ejemplo, aprender a evitar ciertos estímulos como tornados, tormentas eléctricas, animales grandes y químicos tóxicos, porque pueden ser dañinos. Esto se clasifica como condicionamiento de aversión, y se relaciona con respuestas de miedo.

### Respuesta de miedo

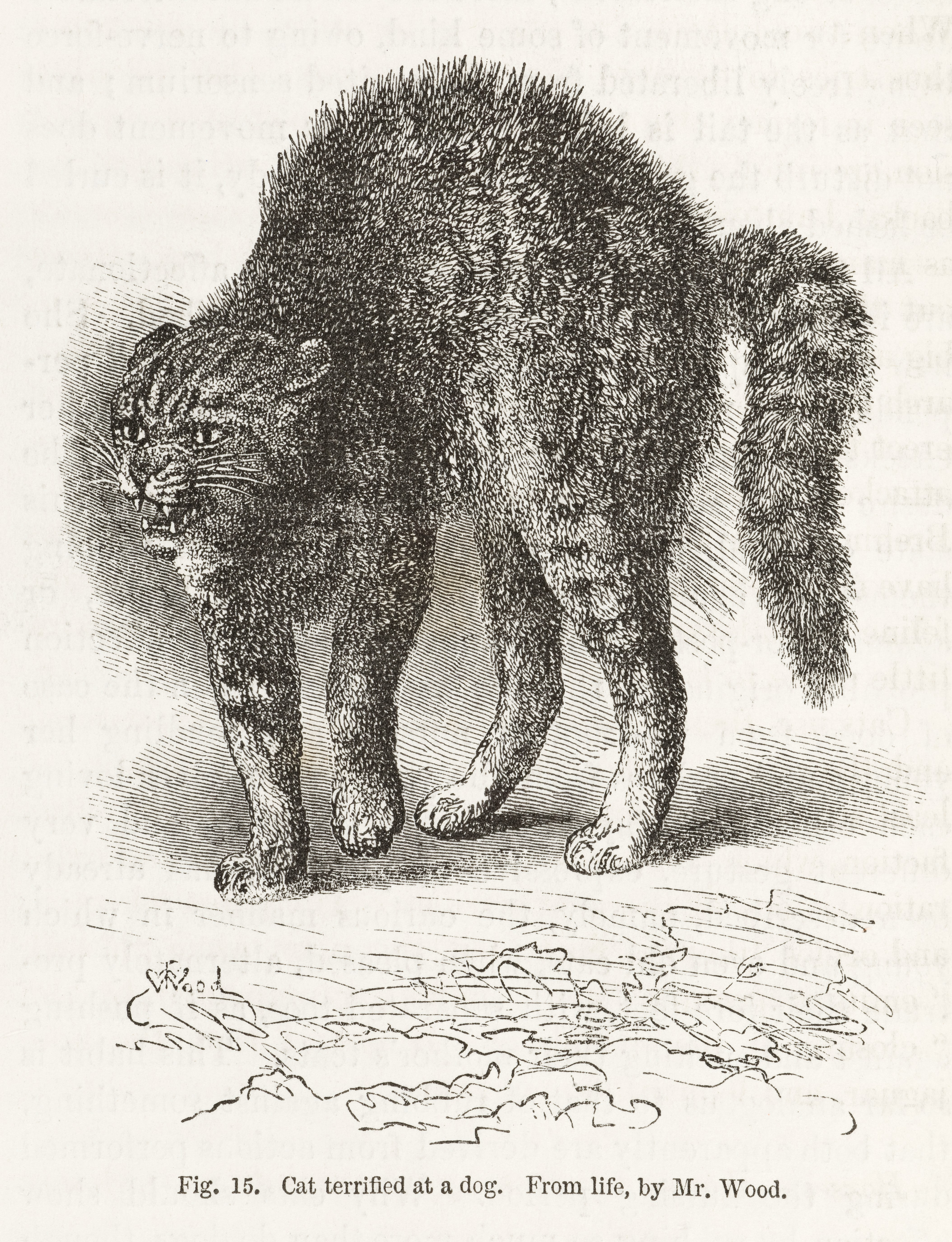
Gato de respuesta al miedo de "Expresiones de emociones" de Darwin.

La respuesta de miedo surge de la percepción de peligro que conduce a la confrontación o a escapar/evitar la amenaza. Un estado de ansiedad en el momento del aprendizaje puede crear una aversión más fuerte a los estímulos. Una aversión más fuerte puede conducir a asociaciones más fuertes en la memoria entre el estímulo y la respuesta, mejorando así la memoria de la respuesta al estímulo. Cuando se intenta la extinción en humanos masculinos y femeninos, en comparación con un control neutral sin ansiedad, la extinción no ocurre. Esto sugiere que la memoria mejora para el aprendizaje, específicamente el aprendizaje por miedo, cuando hay ansiedad presente.

### Aprendizaje inverso
Por el contrario, el aprendizaje inverso [ ¿Qué es? ] está inhibido por la presencia de ansiedad. El aprendizaje inverso se evalúa mediante la tarea de aprendizaje inverso; Se aprende una relación de estímulo y respuesta mediante el método de prueba y error y luego, sin previo aviso, se invierte la relación, examinando el papel de la flexibilidad cognitiva. El aprendizaje inverso inhibido puede asociarse con la idea de que los sujetos que experimentan síntomas de ansiedad se frustran fácilmente y no pueden adaptarse con éxito a un entorno cambiante. Por tanto, la ansiedad puede afectar negativamente al aprendizaje cuando la relación entre estímulo y respuesta se invierte o altera.

## Estrés, memoria y animales

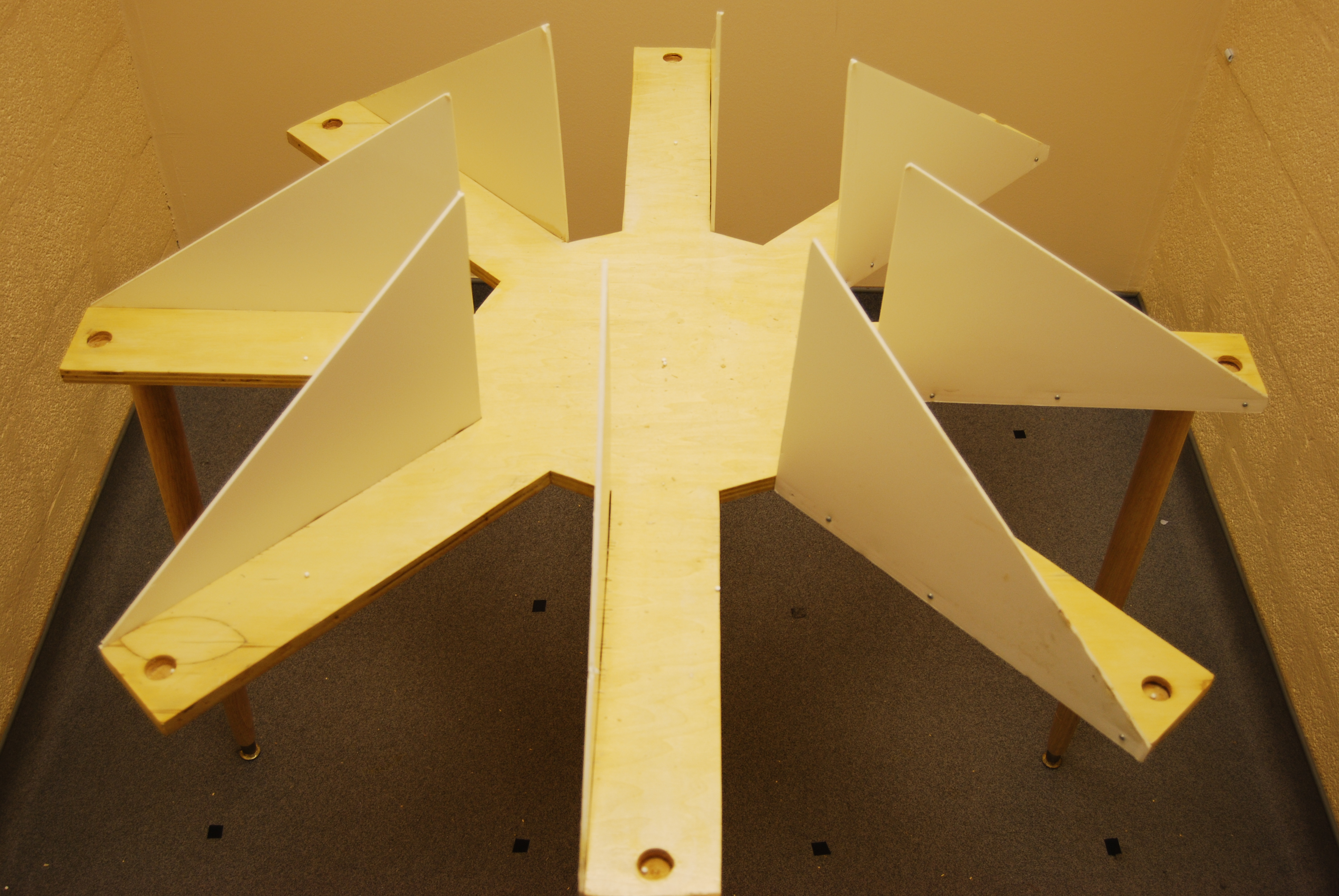
Laberinto de brazos radiales simple

Gran parte de la investigación relacionada con el estrés y la memoria se ha realizado en animales y puede generalizarse a los humanos. Un tipo de estrés que no es fácilmente traducible a los humanos es el estrés del depredador: la ansiedad que experimenta un animal cuando está en presencia de un depredador. En los estudios, el estrés se induce presentando un depredador a un sujeto, ya sea antes de la fase de aprendizaje o entre la fase de aprendizaje y la fase de prueba. La memoria se mide mediante varias pruebas, como el laberinto acuático de brazo radial (RAWM). En RAWM, a las ratas se les enseña la ubicación de una plataforma oculta y deben recordar esta información más adelante para encontrar la plataforma y salir del agua.

### Memoria de corto plazo
Otros estudios han sugerido que el estrés puede disminuir la función de la memoria. Por ejemplo, se ha demostrado que el estrés depredador perjudica la STM. Se ha determinado que este efecto sobre STM no se debe a que un depredador sea un estímulo novedoso y excitante, sino al miedo que los depredadores provocan en los sujetos de prueba.

### Memoria a largo plazo
Se ha demostrado que el estrés de los depredadores aumenta la LTM. En un estudio realizado por Sundata et al. En los caracoles, se demostró que cuando se entrenaba en presencia de un depredador, la memoria de los caracoles persistía durante al menos 24 horas en los adultos, mientras que normalmente dura sólo 3 horas. Los caracoles juveniles, que generalmente no tienen ningún LTM, mostraron signos de LTM después de la exposición a un depredador.

### Condicionamiento clásico

Procedimientos y efectos del condicionamiento clásico

Se ha demostrado que el estrés de los depredadores mejora el condicionamiento clásico en los machos y lo dificulta en las hembras. Un estudio realizado por Maeng et al. demostraron que el estrés permitía un condicionamiento clásico más rápido en ratas macho, al tiempo que alteraba el mismo tipo de aprendizaje en ratas hembra. Se demostró que estas diferencias de género son causadas por la corteza prefrontal medial (mPFC). Cuando los investigadores inactivaron esa región del cerebro administrando Muscimol a las mujeres, no se observaron diferencias de género en el condicionamiento clásico 24 horas después. La inactivación del mPFC en las ratas macho no impidió el acondicionamiento mejorado que los machos exhibían previamente. También se ha demostrado que esta discrepancia entre géneros está presente en los humanos. En un estudio de 2005, Jackson et al. informaron que el estrés mejoraba el condicionamiento clásico en los hombres humanos y deterioraba la condición clásica en las mujeres humanas.

## Desórdenes de ansiedad

### Trastorno de estrés postraumático
El trastorno de estrés postraumático (TEPT) es un trastorno de ansiedad que puede ocurrir después de la exposición a eventos horribles o después de una experiencia aterradora en la que hay un daño físico inmenso que afecta directa o indirectamente a una persona. Cuando los recuerdos de estos traumas no desaparecen, una persona puede comenzar a evitar cualquier cosa que le haga revivir estos eventos. Cuando esto persiste durante un período prolongado de tiempo, se puede decir que uno sufre de trastorno de estrés postraumático. Ejemplos de eventos que podrían conducir a la aparición de PTSD son la guerra, la violación, la agresión y el abandono infantil. Se estima que aproximadamente el 8% de los estadounidenses pueden padecer esta enfermedad, lo que puede provocar problemas a largo plazo.

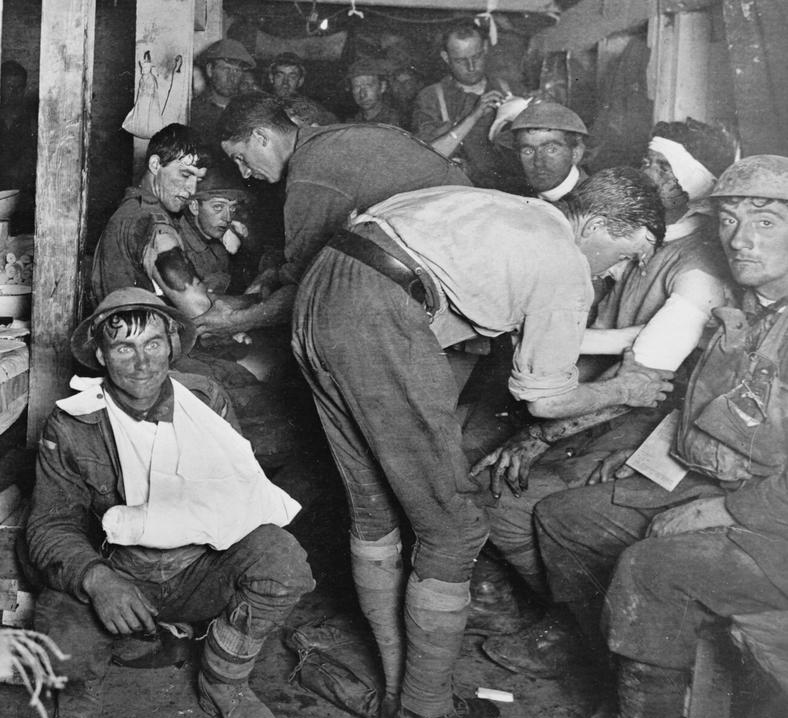
Soldados impactados por Shell

Los síntomas incluyen pensamientos de miedo persistentes y recuerdos del trauma o la experiencia y entumecimiento emocional. El individuo puede experimentar problemas para dormir, asustarse fácilmente o experimentar sentimientos de desapego o entumecimiento. Quienes la padecen pueden experimentar depresión o mostrar comportamientos autodestructivos.
Hay tres categorías de síntomas asociados con el trastorno de estrés postraumático:
- Revivir el evento : A través de pesadillas recurrentes o imágenes que traen recuerdos de los hechos. Cuando las personas reviven el evento, entran en pánico y pueden tener escalofríos físicos y emocionales o palpitaciones del corazón.
- Evitar recordatorios : Evitar recordatorios de eventos, incluidos lugares, personas, pensamientos u otras actividades relacionadas con el evento específico. El trastorno de estrés postraumático puede provocar el alejamiento de familiares y amigos y la pérdida de interés en actividades.
- Estar en guardia : los síntomas también incluyen incapacidad para relajarse, sentimientos de irritabilidad o ira repentina, problemas para dormir y asustarse fácilmente.

Los tratamientos más eficaces para el trastorno de estrés postraumático son la psicoterapia, la medicación y, en algunas circunstancias, ambos. La psicoterapia eficaz implica ayudar al individuo a controlar los síntomas, afrontar el evento traumático y superar las experiencias traumáticas. Medicamentos como los antidepresivos han demostrado ser una forma eficaz de bloquear los efectos del estrés y también de promover la neurogénesis. El medicamento fenitoína también puede bloquear el estrés causado en el hipocampo con la ayuda de la modulación de los aminoácidos excitadores. Los hallazgos preliminares indican que el cortisol puede ser útil para reducir la memoria traumática en el trastorno de estrés postraumático.
El trastorno de estrés postraumático afecta la recuperación y la precisión de la memoria. Cuanto más se trae a la conciencia y se recuerda el evento traumático, menos preciso es el recuerdo. El PTSD afecta la memoria verbal del evento traumático, pero no afecta la memoria en general. Una de las formas en que el estrés traumático afecta a las personas es que el evento traumático tiende a interrumpir el flujo de recuerdos que las personas obtienen a lo largo de la vida, creando recuerdos que no se mezclan con el resto. Esto tiene el efecto de crear una división en la identidad, ya que la persona ahora tiene buenos recuerdos que puede atribuir a una personalidad y malos recuerdos que puede atribuir a la "otra" personalidad. Por ejemplo, una víctima de abuso infantil puede agrupar sus experiencias buenas y felices bajo la personalidad "agradable" y sus experiencias de abuso bajo una personalidad "mala o perversa". Esto crea entonces un trastorno de doble personalidad. Las personas con trastorno de estrés postraumático suelen tener dificultades para recordar hechos, citas y detalles autobiográficos. El evento traumático puede resultar en amnesia psicógena y en la aparición de recuerdos intrusivos del evento. Los niños con PTSD tienen déficits en los procesos cognitivos esenciales para el aprendizaje; sus sistemas de memoria también tienen un rendimiento inferior al de los niños normales. Un estudio que utilizó la prueba de memoria conductual de Rivermead mostró que las personas con trastorno de estrés postraumático obtuvieron puntuaciones más bajas que los controles en la prueba de memoria, lo que indica un conocimiento general más pobre. El estudio reveló que el 78% de los pacientes con PTSD tuvieron un rendimiento inferior y se encontraban en las categorías etiquetadas como "mala memoria" o "memoria deteriorada". Los pacientes con trastorno de estrés postraumático fueron específicamente peores en los ítems prospectivos y de orientación de la prueba de memoria conductual de Rivermead.
Algunos estudios han demostradp que el trastorno de estrés postraumático puede provocar cambios cognitivos y en la estructura cerebral que implican déficits de memoria declarativa verbal. Los niños que han sufrido abuso infantil pueden, según las pruebas neuropsicológicas, experimentar un déficit en el funcionamiento de la memoria declarativa verbal.
Se han realizado estudios sobre personas que estuvieron involucradas en la guerra de Vietnam o el Holocausto, soldados que regresaron a Irak y personas que también sufrieron violaciones y abusos infantiles. Se administraron diferentes pruebas, como la prueba de recordatorio selectivo, la prueba de aprendizaje verbal, la recuperación de asociados emparejados, la prueba de nuevo aprendizaje verbal de California y la prueba de memoria conductual de Rivermead. Los resultados de las pruebas mostraron que los soldados iraquíes que regresaron tenían menos rendimiento de memoria verbal en comparación con antes del despliegue.
Los estudios realizados en veteranos de Vietnam que padecen trastorno de estrés postraumático muestran que existen cambios en el hipocampo del cerebro asociados con este trastorno. Los veteranos con PTSD mostraron una reducción del 8% en el volumen del hipocampo derecho. Los pacientes que sufrieron abuso infantil mostraron una reducción del 12% en el volumen medio del hipocampo izquierdo. Varios de los estudios también han demostrado que las personas con trastorno de estrés postraumático tienen déficits al realizar tareas de memoria declarativa verbal en el hipocampo.
El trastorno de estrés postraumático puede afectar varias partes del cerebro, como la amígdala, el hipocampo y la corteza prefrontal. La amígdala controla nuestra memoria y procesamiento emocional; El hipocampo ayuda a organizar, almacenar y formar la memoria. El hipocampo es la zona más sensible al estrés. La corteza prefrontal ayuda con nuestra expresión y personalidad y ayuda a regular funciones cognitivas y conductuales complejas.

### Desorden de ansiedad social
El trastorno de ansiedad social es un trastorno de ansiedad que consiste en una ansiedad abrumadora y una excesiva timidez en situaciones sociales cotidianas. Es un miedo extremo a ser examinado y juzgado por otros en situaciones sociales o de desempeño. Este miedo ante una situación puede volverse tan grave que afecte el trabajo, la escuela y otras actividades típicas. La ansiedad social puede estar relacionada con una situación (como hablar con la gente) o puede ser mucho más amplia, donde una persona experimenta ansiedad con todos, excepto con los miembros de la familia.
Las personas con trastorno de ansiedad social tienen un miedo crónico y constante a ser observadas y juzgadas por pares y extraños, y a hacer algo que las avergüence. Las personas con esto pueden sentirse físicamente enfermas por la situación, incluso cuando la situación no es amenazante. Los síntomas físicos del trastorno incluyen rubor, sudoración profusa, temblores, náuseas o malestar abdominal, taquicardia, dificultad para respirar, mareos o aturdimiento, dolores de cabeza y sensación de desapego. El desarrollo de baja autoestima, habilidades sociales deficientes y problemas para ser asertivo también son signos comunes del trastorno de ansiedad social.
El trastorno de ansiedad social se puede tratar con muchos tipos diferentes de terapia y medicamentos. La terapia de exposición es un método eficaz para tratar la ansiedad social. En la terapia de exposición, al paciente se le presentan situaciones que le temen, y gradualmente se va construyendo hasta enfrentar la situación que más teme. Este tipo de terapia ayuda al paciente a aprender nuevas técnicas para afrontar diferentes situaciones que teme. Los juegos de roles han demostrado ser eficaces para el tratamiento de la ansiedad social. La terapia de juego de roles ayuda a aumentar la confianza de las personas en relación con otras personas y ayuda a aumentar las habilidades sociales. La medicación es otro método eficaz para tratar la ansiedad social. Los antidepresivos, los betabloqueantes y los ansiolíticos son los tipos de medicamentos recetados con más frecuencia para tratar la ansiedad social. Además, existen nuevos enfoques para tratar las fobias y mejorar la terapia de exposición con glucocorticoides.
Las personas con fobia social muestran una tendencia a recordar emociones negativas sobre una situación cuando se les pide que recuerden el evento. Por lo general, sus emociones giran en torno a ellos mismos, sin recordar el entorno de otras personas. La ansiedad social da como resultado aspectos negativos del evento a recordar, lo que lleva a una opinión sesgada de la situación desde la perspectiva del fóbico social en comparación con el no fóbico social. Los fóbicos sociales generalmente mostraban un mejor recuerdo que los participantes de control. Sin embargo, los individuos con ansiedad social recordaron mejor las caras enojadas que las caras felices o neutrales que los participantes de control.

### Trastorno obsesivo-compulsivo
El trastorno obsesivo-compulsivo (TOC) implica tanto obsesiones como compulsiones que alteran las rutinas y actividades diarias. Las obsesiones incluyen pensamientos recurrentes no deseados que provocan compulsiones, incluidas conductas repetitivas. Las personas con TOC pueden darse cuenta de que sus obsesiones no son normales y tratar de detener sus acciones, pero esto sólo aumenta la ansiedad de la persona ante la situación y tiene un efecto adverso. El TOC a menudo gira en torno a temas de la vida; por ejemplo, miedo a entrar en contacto con gérmenes (obsesión). Para afrontar el miedo a los gérmenes uno puede lavarse las manos compulsivamente hasta que se agrieten. El TOC es un componente de muchos otros trastornos, incluidos el autismo, el síndrome de Tourette y las lesiones del lóbulo frontal.
Una persona que muestra una necesidad constante de completar un determinado "ritual", o que está constantemente plagada de pensamientos no deseados, puede sufrir TOC. Los temas de obsesiones incluyen el miedo a los gérmenes o la suciedad, tener las cosas ordenadas y simétricas y pensamientos e imágenes sexuales. Signos de obsesiones:
- miedo a contaminarse, lo que lleva a evitar estrechar la mano de otras personas o tocar objetos que otros han tocado;
- dudas de haber completado tareas como cerrar puertas o apagar electrodomésticos;
- afecciones de la piel debidas al lavado excesivo de las manos;
- estrés cuando los artículos no están ordenados o limpios;
- pensamientos sobre gritar obscenidades o actuar de manera inapropiada;
- reproducir imágenes pornográficas en la cabeza;

Las compulsiones siguen el tema de las obsesiones y son comportamientos repetitivos que las personas con TOC sienten que disminuirán el efecto de la obsesión. Las compulsiones también siguen el tema, incluido lavarse las manos, limpiar, realizar acciones repetidamente o tener un orden extremo.
Signos de compulsiones:
- lavarse las manos hasta dañar la piel;
- contar en ciertos patrones;
- repetir en silencio una oración, palabra o frase;
- organizar los alimentos de manera que todos queden de la misma manera;
- revisar las cerraduras repetidamente para asegurarse de que todo esté cerrado;

La terapia conductual ha demostrado ser un método eficaz para tratar el TOC. Los pacientes están expuestos al tema que normalmente se evita, mientras se les restringe la realización de sus rituales habituales para reducir la ansiedad. La terapia conductual rara vez elimina el TOC, pero ayuda a reducir los signos y síntomas. Con medicación, esta reducción del trastorno es aún más evidente. Los antidepresivos suelen ser el primer medicamento recetado a un paciente con TOC. Los medicamentos que tratan el TOC normalmente inhiben la recaptación de serotonina.
Las personas obsesivo-compulsivas tienen dificultades para olvidar pensamientos no deseados. Cuando codifican esta información en la memoria, la codifican como un pensamiento neutral o positivo. Esto es inconsistente con lo que una persona sin TOC pensaría sobre este pensamiento, lo que lleva al individuo con TOC a continuar mostrando su "ritual" específico para ayudarlo a lidiar con su ansiedad. Cuando se les pide que olviden la información que han codificado, los pacientes con TOC tienen dificultades para olvidar lo que se les dice que olviden sólo cuando el tema es negativo. Los individuos no afectados por TOC no muestran esta tendencia. Los investigadores han propuesto una hipótesis de déficit general para los problemas relacionados con la memoria en el TOC. Hay estudios limitados que investigan esta hipótesis. Estos estudios proponen que la memoria mejora ante eventos amenazantes que han ocurrido durante la vida del individuo. Por ejemplo, un estudio demostró que las personas con TOC exhiben un recuerdo excepcional de eventos ocurridos anteriormente, pero solo cuando el evento provocó ansiedad en el individuo.